# Louvrange
Louvrange is een gehucht in de Belgische provincie Waals-Brabant. Het ligt op de grens van de stad Waver, en van Dion-le-Mont en Corroy-le-Grand, beide een deelgemeente van de gemeente Chaumont-Gistoux.
Louvrange ligt anderhalve kilometer ten zuidwesten van het dorpscentrum van Dion-le-Mont, drie kilometer ten zuidoosten van het stadscentrum van Waver en meer dan vier kilometer ten noordwesten van het dorpscentrum van Corroy-le-Grand. Langs het gehucht loopt een gelijknamige beek.

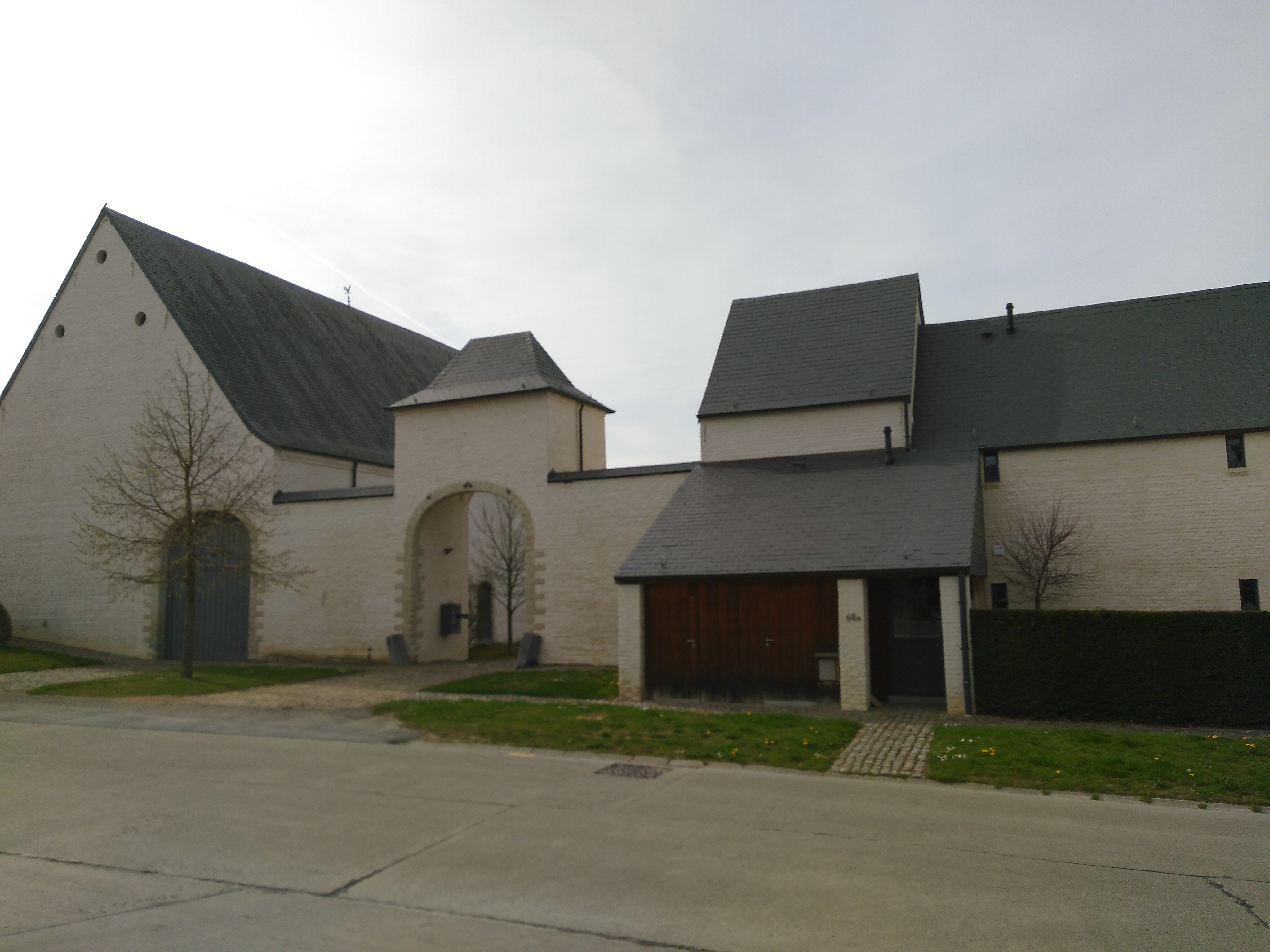
Ferme de Villers

## Geschiedenis
Op de Ferrariskaart uit de jaren 1770 is hier het landelijke gehucht Louvrange weergegeven, met enkele vierkantshoeves. De Atlas der Buurtwegen uit 1841 geeft de gehuchtnaam Louvrange, en toont te noorden ook de naam L'Ouvrange. De Vandermaelenkaart uit de het midden van de 19de eeuw duidt de plaats aan als Louvrenge.
Louvrange bleef lang een landelijk gehucht, maar in de laatste decennia van de 20ste eeuw werd het gebied ten oosten, op grondgebied van Dion-le-Mont, en ten zuiden westen, op grondgebied van Waver, ingenomen door nieuwe woonwijken.

## Bezienswaardigheden
- De Ferme de Villers of Ferme de la Converterie, die reeds vermeld werd in de 13de eeuw als bezitting van de abdij van Villers. Delen van de huidige hoeve gaan terug tot de 17de eeuw.
- De Ferme Lebrun uit de 18de eeuw

Deelgemeenten: Bierges · Limal · Waver

Overige kernen: Aisemont · Angoussart · Basse-Wavre · Champles · Chérémont · Grandsart · La Haie · Le Manil · Louvrange · Par-delà l'Eau · Le Pélerin · Point-du-Jour · Profondsart · Les Quatres Chemins ·  Le Ry ·  Stadt · Trou du Haut · Villagexpo

Belgische gemeenten · Arrondissement Nijvel · Waals-Brabant · Wallonië
Deelgemeenten: Bonlez · Chaumont-Gistoux · Corroy-le-Grand · Dion-le-Mont · Dion-le-Val · Longueville

Overige plaatsen: Arnelle · Bas-Bonlez · Brocsous · Les Bruyères · Champtaine · Chaumont · Gistoux · Grippelotte · Inchebroux · Laid Burniau · Louvrange · Manypré · Ocquière · Roblet · Somville · Vieusart

Belgische gemeenten · Arrondissement Nijvel · Waals-Brabant · Wallonië